# به رسمیت شناختن بین‌المللی کوزوو

نقشه کشورهایی که استقلال کوزوو را به رسمیت شناخته‌اند.

دولت‌های بین‌المللی، بر سر موضوع به رسمیت شناختن استقلال کوزوو از صربستان که در سال ۲۰۰۸ اعلام شد، اختلاف نظر دارند. دولت صربستان، از نظر دیپلماتیک، کوزوو را به‌عنوان یک کشور مستقل به رسمیت نمی‌شناسد، اگرچه هر دو کشور از سال ۲۰۲۰، روابط اقتصادی عادی خود را حفظ کرده و توافق کرده‌اند که تلاشی برای دخالت در الحاق طرف مقابل به اتحادیه اروپا نداشته باشند.
تا تاریخ ۴ نوامبر ۲۰۱۸، ۱۰۴ از ۱۹۳ کشور عضو سازمان ملل (۵۵٫۴٪)، ۲۲ از ۲۷ کشورهای عضو اتحادیه اروپا (۸۱٫۵٪)، ۲۸ از ۳۲ کشورهای عضو ناتو (۸۷٫۵٪)، ۴ کشور از ۱۰ عضو آسه‌آن (۴۰٪) و ۳۴ کشور از ۵۷ عضو سازمان همکاری اسلامی (۵۹٫۶٪)، کوزوو را به رسمیت شناخته‌اند.